# Air Belgium
Air Belgium é uma companhia aérea belga com sede em Mont-Saint-Guibert. Sua base principal é o Aeroporto de Bruxelas Sul Charleroi.

## História
No verão de 2016, a empresa foi fundada com o CEO Niky Terzakis, que trabalhou anteriormente para ASL Airlines Belgium. A intenção era ligar a Bélgica a destinos em Hong Kong, Pequim, Xangai, Xiam, Wuhan, Zhengzhou e Taiuã a partir de sua base no Aeroporto de Bruxelas Sul Charleroi.
O primeiro voo de Bruxelas para Hong Kong estava planejado em outubro de 2017, no entanto, foi adiado porque a companhia aérea não tinha um Certificado de Operador Aéreo (AOC). Em dezembro de 2017, a Air Belgium anunciou que o primeiro voo ocorrerá em março de 2018 do Aeroporto de Bruxelas Sul Charleroi em vez do Aeroporto de Bruxelas devido às taxas aeroportuárias mais baixas e fácil acessibilidade.
Em 14 de março de 2018, foi anunciado que a companhia aérea havia recebido seu Certificado de Operador Aéreo da autoridade de aviação civil belga e planejava começar a operar voos regulares a partir de abril.
Em 29 de março de 2018, a companhia aérea voou seu primeiro serviço de receita operando seu Airbus A340-300 com as cores da Air Belgium em nome da Surinam Airways de Amsterdã para Paramaribo. Em 25 de abril de 2018, a companhia aérea anunciou um atraso no seu voo inaugural para Hong Kong de 30 de abril a 3 de junho de 2018 por não ter o direito de operar no espaço aéreo russo.
Em 30 de janeiro de 2021, a Air Belgium anunciou que os voos de carga começariam com quatro Airbus A330-200F com base no Aeroporto de Liège, em nome da CMA CGM, que está adquirindo as fuselagens e contratando a Air Belgium para operá-las. Em 1 de julho de 2021, a Air Belgium anunciou que acrescentaria duas aeronaves Airbus A330-900 à sua frota e operaria serviços entre o aeroporto de Bruxelas e Maurícia a partir de 15 de outubro de 2021.

## Frota

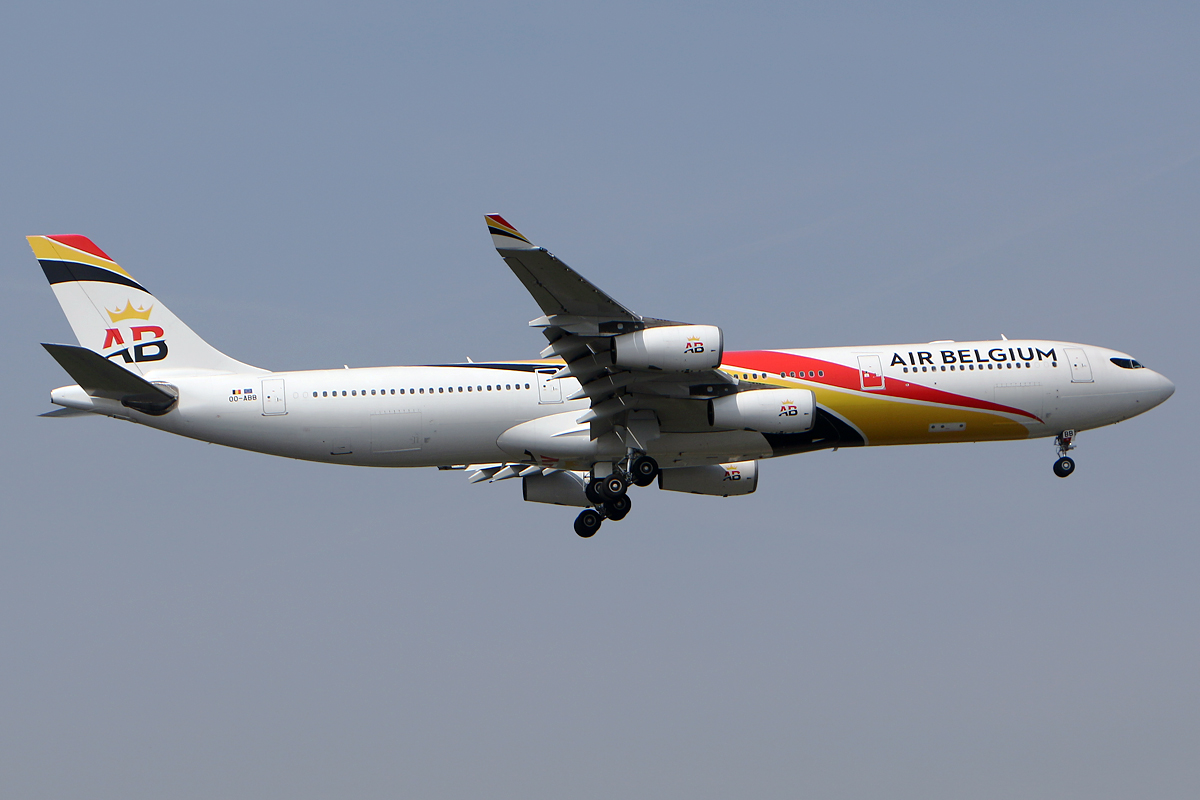
Um Airbus A340-300 da Air Belgium

A frota da Air Belgium consiste nas seguintes aeronaves (Dezembro de 2021):
| Aeronaves        | Em Serviço | Ordens | Passageiros | Notas |
| ---------------- | ---------- | ------ | ----------- | ----- |
| Airbus A330-900  | 2          | –      | 286         |       |
| Airbus A340-300  | 2          | –      | 265-303     |       |
| Airbus A330-200F | 4          | –      | Cargueiro   |       |
| Boeing 747-8F    | –          | 3      | Cargueiro   |       |
| Total            | 8          | 3      |             |       |